# Murray (Iowa)
Murray és una població dels Estats Units a l'estat d'Iowa. Segons el cens del 2000 tenia 766 habitants.

## Demografia
Segons el cens del 2000, Murray tenia 766 habitants, 308 habitatges, i 218 famílies. La densitat de població era de 379,2 habitants/km².
Dels 308 habitatges en un 37% hi vivien nens de menys de 18 anys, en un 53,6% hi vivien parelles casades, en un 12% dones solteres, i en un 28,9% no eren unitats familiars. En el 26,6% dels habitatges hi vivien persones soles el 14,3% de les quals corresponia a persones de 65 anys o més que vivien soles. El nombre mitjà de persones vivint en cada habitatge era de 2,49 i el nombre mitjà de persones que vivien en cada família era de 2,97.
Per edats la població es repartia de la següent manera: un 28,2% tenia menys de 18 anys, un 9% entre 18 i 24, un 27,2% entre 25 i 44, un 20,6% de 45 a 60 i un 15% 65 anys o més.
L'edat mediana era de 36 anys. Per cada 100 dones de 18 o més anys hi havia 88,4 homes.
La renda mediana per habitatge era de 29.879 $ i la renda mediana per família de 37.083 $. Els homes tenien una renda mediana de 27.583 $ mentre que les dones 20.577 $. La renda per capita de la població era de 14.879 $. Entorn del 5% de les famílies i el 8,2% de la població estaven per davall del llindar de pobresa.

## Poblacions més properes
El següent diagrama mostra les poblacions més properes.